# ГЕС Wiwon (Weiyuan)
ГЕС Wiwon (Weiyuan) — гідроелектростанція на кордоні Північної Кореї та Китаю. Знаходячись між ГЕС Munak (40 МВт, вище по течії) та ГЕС Супун, входить до складу каскаду на річці Ялуцзян, яка тече на межі двох названих вище країн до впадіння у Жовте море.
У межах проекту річку перекрили бетонною гравітаційною греблею висотою 55 метрів та довжиною 637 метрів. Вона утримує водосховище з об'ємом 626 млн м3, в якому припустиме коливання рівня поверхні у операційному режимі між позначками 150 та 164 метри НРМ. Під час спорудження комплексу використали 959 тис. м3 бетону та здійснили екскавацію 1,25 млн м3 ґрунту.
Пригреблевий машинний зал обладнали шістьома турбінами типу Френсіс потужністю по 65 МВт, які при напорі від 25 до 42 метрів (номінальний напір 39 метрів) забезпечують виробництво 1,2 млрд кВт-год електроенергії на рік.
Видача продукції відбувається по ЛЕП, розрахованих на роботу під напругою 220 кВ.
Кожна з країн-власників експлуатує три з шести гідроагрегатів.